# V570 Возничего
V570 Возничего (лат. V570 Aurigae) — одиночная переменная звезда в созвездии Возничего на расстоянии (вычисленном из значения параллакса) приблизительно 5478 световых лет (около 1680 парсеков) от Солнца. Видимая звёздная величина звезды — от +10,1m до +9,5m.

## Характеристики
V570 Возничего — красный гигант, пульсирующая полуправильная переменная звезда типа SRB (SRB) спектрального класса M. Радиус — около 86,66 солнечных, светимость — около 808,511 солнечных. Эффективная температура — около 3306 K.